# فینلایسان
فینلایسان (انگلیسی: Finlayson) شرکت نساجی فنلاندی است، که در سال ۱۸۲۰ تأسیس شد.